# Гней Бебий Тамфил (претор)
Гней Бебий Тамфил (на латински: Gnaeus Baebius Tamphilus; † сл. 167 пр.н.е.) е политик на Римската република през 2 век пр.н.е.
Той произлиза от плебейския род Бебии, чийто клон Бебии Тамфили става патрицийански през 180 пр.н.е. Той вероятно е син на Гней Бебий Тамфил (консул 182 пр.н.е.).
През 168 пр.н.е. той е градски претор на Рим. Следващата година през 167 пр.н.е. той е в петчленна сенатска комисия заедно с Публий Елий Лиг (консул 172 пр.н.е.), Гай Цицерей (секретар на Сципион Африкански), Публий Теренций Тускивикан и Публий Манилий (вероятно баща на Публий Манилий консул от 120 пр.н.е.) със задачата да се установи новия ред в Илирия след римската победа над македонския цар Персей.
Вероятно Гней Бебий Тамфил е идентичен с преторианеца със същото име, споменат от Плиний Стари, който умира внезапно, без да може да се установи причината за това.